# James Glen (gouverneur)
Pour les articles homonymes, voir James Glen et Glen.
James Glen, né en 1701 à Linlithgow, en Écosse, et mort le 18 juillet 1777 à Londres est un homme politique de la province de Caroline du Sud.

## Biographie
Il est nommé gouverneur royal de Caroline du Sud en 1738, mais n'est arrivé dans la province que le 17 décembre 1743. En tant que gouverneur, Glen est principalement connu pour avoir conclu un traité en 1755 avec les Cherokees, connu sous le nom de « Treaty of Saluda Old Town », dans l'actuel comté de Saluda et pour la construction du Fort Prince George près de la rivière Keowee. Il est également responsable de la promotion d'une politique officielle visant à créer chez les amérindiens une « aversion » pour les Afro-Américains, dans le but de contrecarrer d'éventuelles alliances entre eux,.
Le 1er juin 1756, William Henry Lyttelton lui succède au poste de gouverneur. Le 21 juin 1761, Glen rentre en Europe et meurt à Londres. Il est enterré à Linlithgow, en Écosse.

## Controverse sur le salaire
Traditionnellement, le gouverneur de Caroline du Sud joue le rôle de défenseur de la frontière sud mais, avec la création de la Géorgie, ce rôle a été confié au gouverneur géorgien, James Oglethorpe. Ce transfert de rôles s'est accompagné d'un transfert de 1 000 livres sterling qui n'a plus été attribué au gouverneur de la Caroline du Sud, mais à son homologue géorgien. James Glen reste en Angleterre pour protester contre ce changement et William Bull a agi en tant que gouverneur à sa place.